# Conus quiquandoni
Conus quiquandoni is een in zee levende slakkensoort uit het geslacht Conus. De slak behoort tot de familie Conidae. Conus quiquandoni werd in 2008 beschreven door Lorenz & Barbier. Net zoals alle soorten binnen het geslacht Conus zijn deze slakken roofzuchtig en giftig. Zij bezitten een harpoenachtige structuur waarmee ze hun prooi kunnen steken en verlammen.